# Henri Fescourt
Henri Fescourt est un réalisateur français, né le 23 novembre 1880 à Béziers (Hérault) et mort le 9 août 1966 à Neuilly-sur-Seine.

## Biographie
Alors qu'il se destine à la musique, licencié en droit, Henri Fescourt travaille au secrétariat d'un théâtre puis à la rédaction du journal L'Intransigeant. Il écrit des scénarios de films qu'il transmet à Louis Feuillade, alors directeur artistique chez Gaumont. Il tourne son premier film en février 1912. Il participe en 1920 à la fondation du « Club des amis du septième art ».
Il réalise, entre 1912 et 1942,  de nombreux courts et longs métrages, entre autres : une version des Misérables (1925, avec Gabriel Gabrio en Jean Valjean), la Maison de la flèche (1930 avec Annabella), Casanova (1933), Bar du sud (1938, avec Charles Vanel) et Retour de flammes (1942).
Il enseigne au Centre de formation du comédien d'écran (CFCE) de l'IDHEC, en 1943 et 1944, et à l'École technique de photographie et de cinéma de la rue de Vaugirard (où il succède à Germaine Dulac), de 1943 à 1946. À partir de 1945, il représente le syndicat des techniciens CGT à la commission de contrôle des films, dont il démissionne en 1953.

## Filmographie
- 1912 : Un vol a été commis
- 1912 : Le Petit restaurant de l'impasse Canin
- 1912 : Paris-Saint-Pétersbourg, minuit trente-cinq
- 1912 : La Méthode du professeur Neura
- 1912 : La Loi de la guerre
- 1912 : L'Amazone masquée
- 1913 : La Perle égarée
- 1913 : La Voix qui accuse : Épisode 2: L'aiguille d'émeraude
- 1913 : La Voix qui accuse : Épisode 1: Gaston Béraut
- 1913 : Un obus sur Paris
- 1913 : Son passé
- 1913 : PS 32, Bureau 9
- 1913 : Pourquoi?
- 1913 : La Marquise de Trevenec
- 1913 : La Mariquita
- 1913 : Les Joyeuses Noces de Saint-Lolo
- 1913 : Les Deux Médaillons
- 1913 : Le Départ dans la nuit
- 1913 : Le Crime enseveli
- 1914 : Les Sept suffragettes de Saint-Lolo
- 1914 : Fleur d'exil
- 1914 : Peine d'amour
- 1914 : La Fille de prince
- 1916 : Suzanne et les Vieillards
- 1921 : La Nuit du 13
- 1921 : Mathias Sandorf
- 1923 : Rouletabille chez les Bohémiens
- 1924 : Les Grands
- 1924 : Mandrin
- 1925 : Un fils d'Amérique
- 1925 : Les Misérables
- 1927 : La Maison du Maltais
- 1927 : La Glu
- 1927 : Les Larmes de Colette
- 1928 : L'Occident
- 1929 : Monte Cristo
- 1930 : La Maison de la flèche
- 1931 : Serments
- 1932 : Service de nuit ou Les Nuits de papa
- 1938 : Bar du sud
- 1938 : L'Occident
- 1939 : Vous seule que j'aime
- 1940 : Face au destin
- 1943 : Retour de flamme

## Publication
- Henri Fescourt, La Foi et les Montagnes ou le 7e art au passé, Paul Montel éditeur, 1959, prix Armand-Tallier 1961 du meilleur livre de cinéma